# Гундельсгайм (Баден-Вюртемберг)
Гундельсгайм (нім. Gundelsheim) — місто в Німеччині, знаходиться в землі Баден-Вюртемберг. Підпорядковується адміністративному округу Штутгарт. Входить до складу району Гайльбронн.
Площа — 38,45 км2. Населення становить 7475 ос. (станом на 31 грудня 2020).